# 周鴻經
周鴻經（1902年2月18日—1957年5月7日），字綸閣，男，江苏铜山人，中国數學家，教育家。

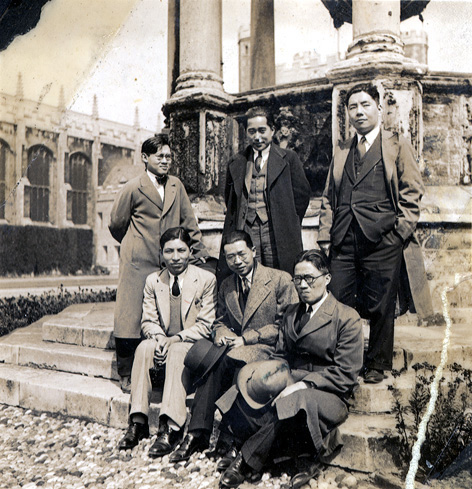
坐者右一為周鴻經

## 生平
1918年考入南京高等师范学校附中，師從倪若水、孫本文等人。1922年以全班之冠成績畢業，免試直升國立東南大學（原南京高等師範學校）算學系（即數學系），師從熊庆来、何鲁、段子燮、周家树、劉伯明、柳詒、吴梅等人。1927年畢業，任教于廈門大學，1928年在國立南京中學任教。1929年任教於清華大學。1934年夏入倫敦大學，1937年夏畢業，兩篇碩士論文“解析函數模之平均值”與“劣諧和函數”獲主考者劍橋大學教授G.H.Hardy稱譽，授予特優星號之理科碩士學位；導師Bosanquet建議留校補修學分，一年可獲博士學位，他報國心切，旋即回國。1937年秋受聘為國立中央大學數學系教授，並曾兼任數學系系主任，1941年任學校訓導長。1945年任國民政府教育部高等教育司司長。1948年春辭司長職專任中大教授，旋兼任中大教務長，1948年8月任国立中央大學校長。是年參選大專教育團體立法委員，所得票數，高居教育團體中當選立法委員者之冠。1949年6月任中央研究院總幹事。
1949年到台，以中研院總幹事為中研院籌建南港新址，並任中研院數學研究所所長，兼任臺灣大學教授。1950年任“中國自然科學促進會”首任理事長。1951年，兼任正中書局董事長，1956年秋，應美國國務院之邀請前往康奈爾大學講學。1957年倫敦大學預備授予科學博士學位，未及準備便因肝癌在紐約伊薩佳逝世，享年僅55歲。

## 身后
總統除頒“士林楷模”輓額外，並明令褒揚；蔣經國之輓聯“學界共悲聞噩耗，士林相顧失斯人”。

## 紀念
- 国立中央大学鴻經館（數學系）
- 中央研究院數學研究所周鴻經獎學金

## 外部連結
- 中央研究院數學研究所介紹周鴻經
- 國立中央大學校史網介紹周鴻經[永久]

| 教育職務      | 教育職務                              | 教育職務                                     |
| ------------- | ------------------------------------- | -------------------------------------------- |
| 國立中央大學  |                                       |                                              |
| 前任： 吳有訓 | 國立中央大學校長 第十任 1948年-1949年 | 繼任： 梅貽琦 （中大在臺復校籌備委員會主席） |